# Les Sièges
Pour les articles homonymes, voir siège.
Les Sièges est une commune française située dans le département de l'Yonne, en région Bourgogne-Franche-Comté.
Ses habitants sont appelés les Siégeois.

## Géographie

### Situation
Le village des Sièges se situe dans un vallon du pays d'Othe au sud de la Vanne. Traversé par le ruisseau des Sièges, constitué du Ru des Bergeries, parallèle au Faubourg Tirat et du Ru de la Fontaine des Armées qui traverse le parc du château des Gains.

### Le sol
Sol essentiellement calcaire, avec des terrains favorables à l'agriculture sur une roche jurassique, ordovicien et silurien. Cerné au nord par une ligne de roche crétacé et au sud par une ligne de roche sédimentaire paléogène. À 2 km vers Vaudeurs, il existe une butte de laitier de fer considérable provenant d'anciennes exploitations métallurgiques.

### Climat
Pour des articles plus généraux, voir Climat de la Bourgogne-Franche-Comté et Climat de l'Yonne.
En 2010, le climat de la commune est de type climat océanique dégradé des plaines du Centre et du Nord, selon une étude du Centre national de la recherche scientifique s'appuyant sur une série de données couvrant la période 1971-2000. En 2020, Météo-France publie une typologie des climats de la France métropolitaine dans laquelle la commune est exposée à un climat océanique altéré et est dans la région climatique  Nord-est du bassin Parisien, caractérisée par un ensoleillement médiocre, une pluviométrie moyenne régulièrement répartie au cours de l’année et un hiver froid (3 °C). 
Pour la période 1971-2000, la température annuelle moyenne est de 10,8 °C, avec une amplitude thermique annuelle de 15,8 °C. Le cumul annuel moyen de précipitations est de 773 mm, avec 12,3 jours de précipitations en janvier et 7,8 jours en juillet. Pour la période 1991-2020, la température moyenne annuelle observée sur la station météorologique de Météo-France la plus proche, « Coulours », sur la commune de Coulours à 5 km à vol d'oiseau, est de 11,2 °C et le cumul annuel moyen de précipitations est de 786,0 mm. 
La température maximale relevée sur cette station est de 39,8 °C, atteinte le 7 août 2003 ; la température minimale est de −16,7 °C, atteinte le 2 janvier 1997,,. 
Les paramètres climatiques de la commune ont été estimés pour le milieu du siècle (2041-2070) selon différents scénarios d'émission de gaz à effet de serre à partir des nouvelles projections climatiques de référence DRIAS-2020. Ils sont consultables sur un site dédié publié par Météo-France en novembre 2022.

## Urbanisme

### Typologie
Au 1er janvier 2024, Les Sièges est catégorisée commune rurale à habitat dispersé, selon la nouvelle grille communale de densité à sept niveaux définie par l'Insee en 2022.
Elle est située hors unité urbaine. Par ailleurs la commune fait partie de l'aire d'attraction de Sens, dont elle est une commune de la couronne,. Cette aire, qui regroupe 65 communes, est catégorisée dans les aires de 50 000 à moins de 200 000 habitants,.

### Occupation des sols
L'occupation des sols de la commune, telle qu'elle ressort de la base de données européenne d’occupation biophysique des sols Corine Land Cover (CLC), est marquée par l'importance des territoires agricoles (77,9 % en 2018), une proportion sensiblement équivalente à celle de 1990 (78,1 %). La répartition détaillée en 2018 est la suivante : 
terres arables (76,7 %), forêts (16,3 %), milieux à végétation arbustive et/ou herbacée (3,7 %), zones urbanisées (2,2 %), zones agricoles hétérogènes (1,2 %). L'évolution de l’occupation des sols de la commune et de ses infrastructures peut être observée sur les différentes représentations cartographiques du territoire : la carte de Cassini (XVIIIe siècle), la carte d'état-major (1820-1866) et les cartes ou photos aériennes de l'IGN pour la période actuelle (1950 à aujourd'hui).

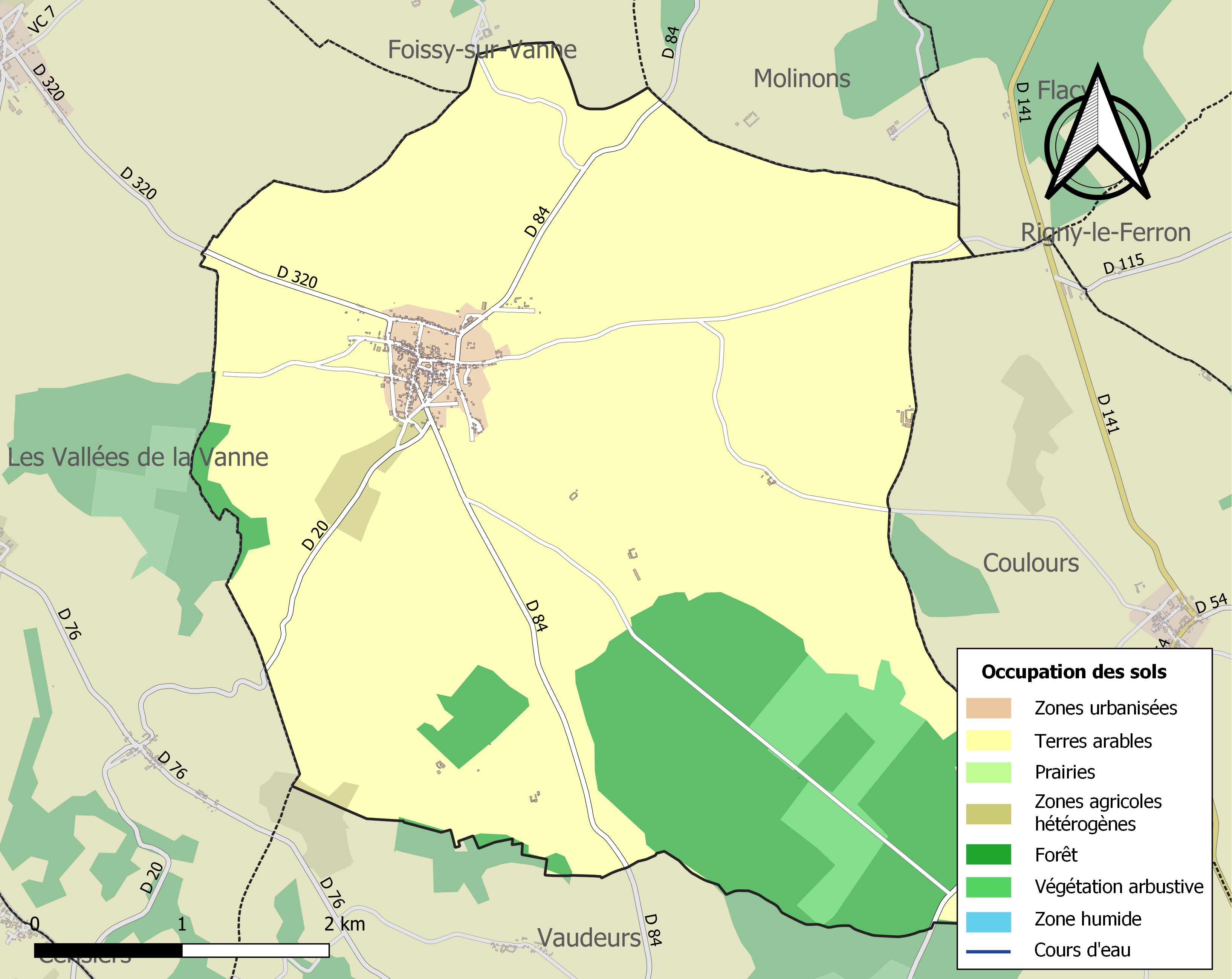
Carte des infrastructures et de l'occupation des sols de la commune en 2018 (CLC).

## Toponymie
Le village est appelé Staticus vers 833, puis Scabiae (soit : pays aux chemins raboteux, soit : pays de galeux !)[réf. nécessaire] (1059). Phonétiquement Scabiae devient Eschegiae (vers 1140) puis Eschièges (1203), Les Chèges (1396), Les Chièges (1481), Les Sieges (1793) puis enfin Les Sièges (1801).

## Histoire

### Préhistoire
Traces d'occupation au Néolithique. La Pierre à Colon (du nom du propriétaire du terrain au XVIIIe siècle) en est un bel exemple. Découverte d'une hache ovalaire en silex taillé, à la surface du sol sur ce même territoire (bois communaux des Sièges).

### Moyen Âge
Une famille de chevaliers porte le nom du village.
L'abbaye de Saint-Remy-lès-Sens possédait depuis le XIIe siècle la majeure partie de la terre des Sièges partagée en plusieurs fiefs.
En 1174 la dime due par les habitants du village devait se partager entre l'abbé de Saint-Remi et les frères du Temple.[réf. nécessaire] Ceux-ci eurent encore au XIIe siècle des démêlés avec les seigneurs des Sièges. Jacques des Sièges, « de Eschegiis », leur réclamait des droits dans le finage et la forêt de Coulours, « in foresta de Coloiro », et leur contestait la possession des larris ou bruyères du lieu, et le droit d'usage dont ils jouissaient dans le bois de Rasthel, « Le Rateau, commune de Bagneaux. » Ce désaccord se termina par une transaction passée devant Guillaume, archevêque de Sens. Extrait registre d'archive et " Château de l'Yonne ",.
En 1188 l'archevêque de Sens rapporte que Jacques des Sièges, chevalier, a reconnu que les moines de Vauluisant on le droit de prendre du bois dans la forêt des Sièges, pour chauffer les fourneaux à fondre le fer.
Quelques années plus tard, Hilduin des Sièges reconnaissant aux Templiers la libre jouissance du quart du bois des Sièges, « nemoris de Eschegiis ». Il convenait avec eux que les produits de certains terrages qui, avec quelques dîmes, leur étaient communs, et se trouvaient dus par les hommes des Sièges, de Coulours et de Vaudeurs, « de Valle Rederis », seraient emmenés dans une grange que les frères du Temple feraient bâtir à Coulours, en vertu d'un accord fait entre eux en 1188, sous le sceau de Michel, archevêque de Sens.
En 1189 le comte de Champagne atteste que Jacques des Sièges a renoncé à tout ce qu'il réclamait aux moines de Vauluisant et leur a permis de fabriquer du fer et des briques dans les bois des Sièges.

### Renaissance
Le Calvinisme et la Ligue
« Après la soumission de Paris et de Sens, le pauvre peuple croyait respire et être dehors de tous ses maux. Mais en 1594, 95, 96, 97 et 98, autant que dura en Bourgogne etc, la guerre qui ne finit qu'en 1597, et même plus d'un an encore après la paix, ce diocèse n'a cessé d'être parcouru en tous sens par les armées et particulièrement celle de l'amiral de Biron... Partie des paysans ont été tués,d'autres pillés, battus,ayant vu brûler leurs maisons, violer leurs femmes sous leurs yeux, sont morts de faim et de chagrin ....Chigy, qui avait 500 feux, n'en a plus que 18 ...Une foule de petites villes et bourgs comme ...., les Sièges, ..., Vareilles, etc., ont été forcés et sont perdus et ruinées .... ».[source insuffisante]
Henri III ayant obtenu de Rome en 1586, l'autorisation d'aliéner une portion du patrimoine ecclésiastique pour relever les finances du royaume, le domaine des Gains fut alors mis en vente. Jacob Moreau, magistrat à Villeneuve-l'Archevèque et argentier du prince de Condé, s'en rendit acquéreur et s'employa, jusqu'en 1614, à agrandir son domaine. Saisi en 1695 sur Jeanne Moreau et Antoine Le Grand, le manoir des Gains fut alors attribué à Nicolas Ferrand, conseiller du roi et à Colombe Ferrand, marquise de Rassilly, sa sœur. Puis les prêtres de la Mission, successeurs à Sens des moines de Saint Remy, réussirent à exercer leur droit de retrait féodal et furent mis en possession du domaine des Gains, le 23 août 1697.[source insuffisante]
Le village est fortifié durant le XVIe siècle.

### Incendie du village des Sièges en 1706
Extrait du registre de 1706.
« Ceux qui auront besoin d'extrait de baptême depuis 1697 jusqu'à 1706, les trouveront dans les registres de 1708. »

#### Description de l'incendie
« L'an de grâce 1706 le 2 juin à quatre heures après midi, veille de la fête du Très Saint Sacrement. Le feu fut mis dans la paroisse des Sièges. Dans le milieu de la rue du Haye par le nommé Edmé "Saundin" âgé de 10 ou 11 ans, dans le fumier de la maison d'Antoine "Mautin" qui insensiblement gagna la maison et ensuite poussé par un vent violent ; puis en moins d'une heure et demie à soixante-douze maisons, trente deux granges, le presbytère et l'église d'une manière qui tire les larmes des yeux. Car à peine eut-on "le loisir" de sauver les enfants et d'emporter son lit à grande hâte, en sorte que je ne suis en mesure de sauver les registres des baptêmes, mariages et mortuaires qui ont été brûlés avec tous les livres .... que j'avais .... »
« Ceux qui auront besoin d'extrait de baptême depuis 1697 jusqu'à 1706, les trouveront chez Mr "Contau" dans la place Saint-Étienne, depuis huit ans que je gouverne la paroisse on n'en trouvera pas un qui manque. Mais pendant mes dix dernières années auparavant que je vis aux Sièges .... »
Extrait registre 1708
« Elisabeth Panque et deux enfants décédés lors de l’incendie, le 3 juin. Furent inhumés dans le cimetière de ce lieu les restes du corps d’Elisabeth « Panque » veuve de feu Jean « Craconide » qui fut brûlée dans sa maison le jour précédent pour n’être pas sortie assez vite ; le même jour furent inhumés les restes des corps d’un enfant du berceau d’Antoine Mautin et d’un autre enfant nommé Antoine fils d’Antoine Montallier et de Jeanne ---. »

## Politique et administration
| Période | Période | Identité       | Étiquette | Qualité |
| ------- | ------- | -------------- | --------- | ------- |
|         |         |                |           |         |
|         |         | Édouard Stania |           |         |

## Démographie
L'évolution du nombre d'habitants est connue à travers les recensements de la population effectués dans la commune depuis 1793. Pour les communes de moins de 10 000 habitants, une enquête de recensement portant sur toute la population est réalisée tous les cinq ans, les populations de référence des années intermédiaires étant quant à elles estimées par interpolation ou extrapolation. Pour la commune, le premier recensement exhaustif entrant dans le cadre du nouveau dispositif a été réalisé en 2007.

En 2022, la commune comptait 427 habitants, en évolution de +1,67 % par rapport à 2016 (Yonne : −1,95 %, France hors Mayotte : +2,11 %).
| 1793 | 1800 | 1806 | 1821 | 1831 | 1836 | 1841 | 1846 | 1851 |
| ---- | ---- | ---- | ---- | ---- | ---- | ---- | ---- | ---- |
| 513  | 510  | 552  | 553  | 734  | 778  | 829  | 863  | 878  |

| 1856 | 1861 | 1866 | 1872 | 1876 | 1881 | 1886 | 1891 | 1896 |
| ---- | ---- | ---- | ---- | ---- | ---- | ---- | ---- | ---- |
| 866  | 836  | 825  | 807  | 790  | 785  | 753  | 710  | 658  |

| 1901 | 1906 | 1911 | 1921 | 1926 | 1931 | 1936 | 1946 | 1954 |
| ---- | ---- | ---- | ---- | ---- | ---- | ---- | ---- | ---- |
| 635  | 626  | 569  | 467  | 477  | 450  | 503  | 560  | 520  |

| 1962 | 1968 | 1975 | 1982 | 1990 | 1999 | 2006 | 2007 | 2012 |
| ---- | ---- | ---- | ---- | ---- | ---- | ---- | ---- | ---- |
| 474  | 434  | 386  | 364  | 396  | 447  | 433  | 432  | 434  |

| 2017 | 2022 | - | - | - | - | - | - | - |
| ---- | ---- | - | - | - | - | - | - | - |
| 414  | 427  | - | - | - | - | - | - | - |

## Catastrophes naturelles passées sur la commune
- Du 7 juillet 1987 au 8 juillet 1987 : inondations et coulées de boue ;

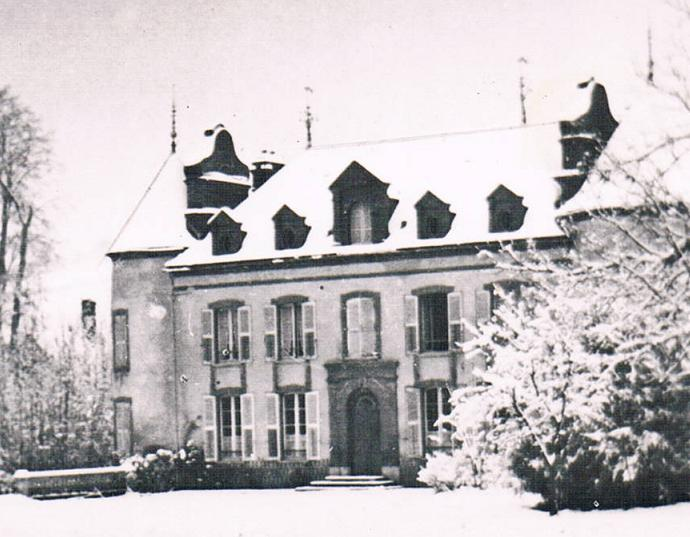
Le château des Gains.

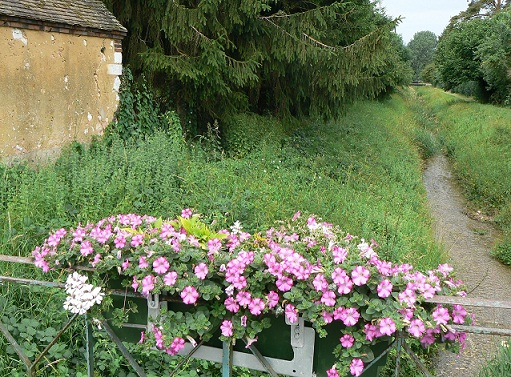
Ru des Bergeries

- Du 25 décembre 1999 au 29 décembre 1999 : inondations, coulées de boue et mouvements de terrain ;
- Le 18 août 2001 : inondations et coulées de boue.

## Lieux et monuments

### Mairie et école des garçons
Ensemble dans le style 3e République (1880-1890).

### Le château des Gains
Les bâtiments sont entourés de douves sur trois côtés, sur la façade côté parc l'eau s'écoule par un tunnel. Le château se compose d'une bâtisse principale de plan rectangulaire, entre deux tours rondes du XIIe siècle. Elles sont surmontées d'une toiture en poivrière. Une aile en équerre sur le côté droit forme une cour intérieure, de là on accède au terre-plein par un pont de pierre, à droite duquel se trouve un ancien colombier. 

Les façades sont d'une grande simplicité : seules les lignes de brique des corniches, de l'entablement et des encadrements de fenêtres viennent les animer de leur teinte colorée. Deux pilastres de brique portant bandeau encadrent l'arc cintré de la porte. Le versant des toitures est percé d'une ligne de lucarnes de brique à l'œil-de-bœuf encadrant une lucarne centrale plus importante. De chaque côté du bâtiment central, les murs latéraux émergeant des toitures s'élèvent d'un fronton en ailerons qui dissimule les conduits des cheminées.
En vertu de la loi sur la confiscation des biens des émigrés, le château est déclaré bien national sous la Révolution française. Les Gains passent entre plusieurs mains. En 1944 le château est vendu par Mme De Subligny née Ruby, à la famille Legros. Le domaine devient pour plusieurs années « home d'enfants », pour être revendu en 1962.[réf. nécessaire]

### Les fossés d'enceinte
Un réseau circulaire de deux kilomètres de fossés, autrefois complété par une muraille de cinq mètres de haut, forme aujourd'hui le seul exemple complet et intact de la région.
Le ruisseau fut ainsi canalisé pour la défense du village au XVIe siècle.
Son parcours suit le ru des Bergeries (parallèle au faubourg Tirat), puis la route de Villeuneuve, face au mur du château, ensuite tout au long du chemin des fossés d'enceinte et enfin une petite partie le long de la route de Chigy.[réf. nécessaire]

### L'église

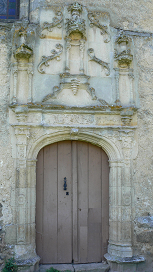
L'église Saint-Cyr-et-Sainte-Julitte

L'église date des (XVIe et XVIIIe siècles) : l'église paroissiale est dédiée à saint Cyr et à sainte Julitte, deux martyrs chrétiens du IVe siècle.
L'église fut détruite par un incendie en 1706, en même temps que tout le village. 

Restauration avec l'intervention de Claude-Louis d'Aviler.[réf. nécessaire] La tour haute et carrée, à cheval sur la porte, a été reconstruite en 1780. Les portes latérales sont de style Renaissance, ornées de salamandres en hommage à François Ier. Trois nefs très hautes communiquent par trois arcades cintrées sur des piliers octogonaux munis d'une corniche simple et peu saillante ; les voûtes sont sur nervures prismatiques. Le sanctuaire est à trois pans, sa voûte est avec un pendentif sculpté ; les baies sont à deux meneaux.[réf. nécessaire] 

Longueur du vaisseau 28,9 m, largeur 18,4 m, hauteur au sanctuaire 12,05 m.
L'Église Saint-Cyr-et-Sainte-Julitte (cad. E 198) est inscrite Monument historique par arrêté du 25 janvier 1980.
À voir :
- Groupe sculpté : Vierge de Pitié, 2 statues : Vierge, saint Jean
- Calvaire du XVIIe siècle.
- Statue de saint Diacre exorcisant du XVIe siècle.
- Bas-relief, fonts baptismaux, banc d'œuvre du XVIIIe siècle. Maître-autel de 1845.
- Peintures monumentales : 
  - Motifs de grotesques du milieu XIXe siècle.
  - Ensemble de trophées liturgiques du milieu XIXe siècle.
  - Le Christ et les Évangélistes du milieu XIXe siècle.
  - En trompe-l'œil : croix inscrites dans des quadrilobes, niches avec statues représentant saint Nicolas et sainte Catherine du milieu XIXe siècle.
  - Vitraux évoquant le patronage et le martyre de sainte Julitte et de son fils saint Cyr.
  - Ancien presbytère, construit entre le XVIIe et le XVIIIe siècle par les abbés de Saint Rémy.

### Croix du village

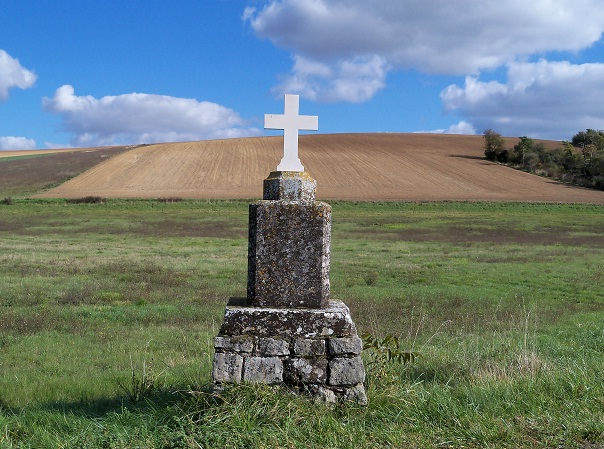
Croix St Edme

Elles délimitent, protègent le village... La croix Saint-Vincent (1867) à l'entrée du cimetière est une croix de récupération, elle porte l'inscription "Suzanne Hédiard décédée âgée de 82 ans". La croix du Calvaire (1864) sur la route de Villeneuve (route du Strobe). La croix Saint-Julitte date de 1876, elle est en haut de la grande rue. La Croix Saint-Edme est sur la route D84 en direction de Vaudeurs.

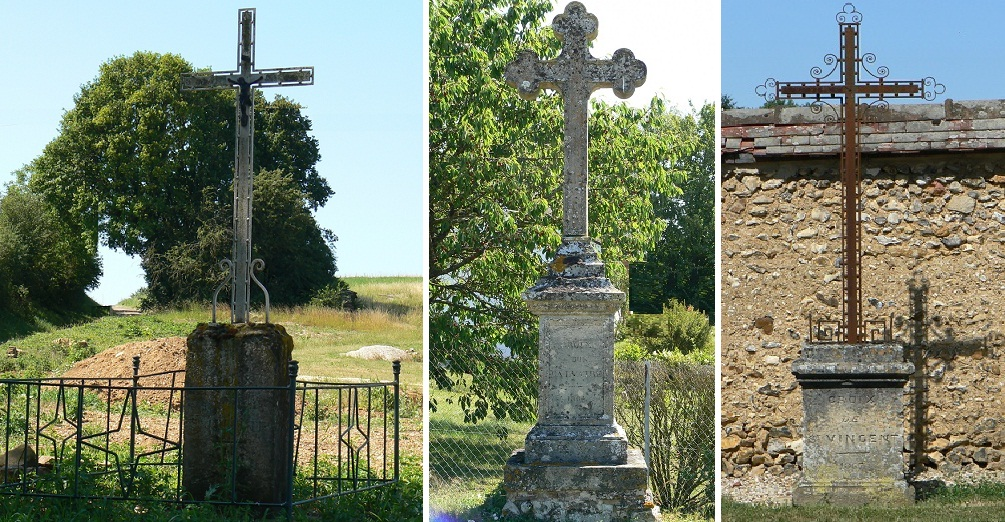
Croix Sainte-Julitte, croix du calvaire, croix Saint-Vincent

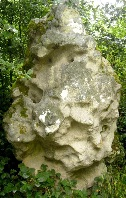
Pierre Colon

### La pierre Colon
À la limite des bois communaux des Sièges, proche du chemin de "la vallée aux coqs". C'est une roche de grès irrégulière, avec des cavités naturelles et troué de part en part en trois endroits.
Orientation : Est-Ouest
Hauteur : 2,45 m dont 1 m en terre.
Largeur : 1,20 m
Époque : fin Néolithique (préceltique)
Classée monument historique en 1887 en tant que menhir.
Position : 48° 08′ 54″ N, 3° 32′ 45″ E

## Personnalités liées à la commune
- Maurice Imbert[27] aux Sièges : compositeur, critique musical et analyste, né à Sens en 1893. Fils de notaire, installé à Sens. Il a suivi des études musicales à l’école Niedermeyer. À son actif, environ 90 œuvres et 5000 œuvres analysées dont l’essentiel pour des notices de concert. Sa mère, Marie Louise Berthe Chevreau, est née aux Sièges. Le mariage de ses parents a été célébré le 9 juin 1891 à l'église des Sièges. Il est mort à Saint-Mandé (94) le 9 octobre 1981[16]. Il passa de nombreuses vacances à la villa "Chevreau" située au 16 Grande Rue, anciennement rue du Hay[28].
- Lionel Rotcage (fils de la chanteuse Régine), décédé mardi 26 septembre 2006 à l'âge de 58 ans. Il a été patron de presse (avec Marshall Chess pour l'édition française de Rolling Stone et a dirigé pendant un temps le magazine économique Challenges), humanitaire (notamment en Yougoslavie avec Bernard Kouchner), publicitaire, réalisateur de télévision, animateur radio ou encore hôtelier aux Bahamas. Durant son enfance, il a été pensionnaire au château des Gains alors home d'enfants. Sa mère voulut acheter la propriété en 1962, mais M. Legros refusa la vente de peur de voir le château transformé en boîte de nuit.

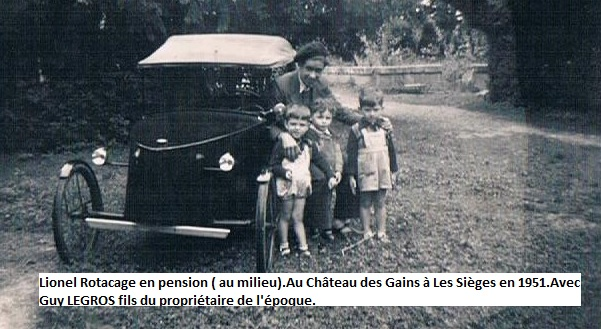
Lionel Rotcage en pension au château des Gains, Les Sièges

## Pour approfondir